# 吉澤誠一郎
吉澤 誠一郎（よしざわ せいいちろう、1968年8月1日 - ）は、近代中国史学者、東京大学教授。 

## 略歴
1968年、群馬県沼田市で生まれた。東京大学文学部東洋史学専修課程で学び、1991年3月に卒業。同大学大学院人文科学研究科東洋史学専攻に進み、1995年3月に博士課程中退。
1995年4月、東京外国語大学アジア・アフリカ言語文化研究所助手に採用された。1999年4月、東京外国語大学アジア・アフリカ研究所情報資源利用研究センター助手に配置換え。2000年、学位論文『清末天津における政治文化と社会統合：中国近代都市形成史論』を東京大学に提出して文学博士の学位を取得。
2001年4月、東京大学大学院人文社会系研究科助教授に転じた。2007年より東京大学大学院人文社会系研究科准教授。2018年、東京大学大学院人文社会系研究科教授に昇格。

## 研究内容・業績
専門は中国近現代史。近代中国の社会変遷を都市とナショナリズムを切り口としながら研究している。

## 著作
著書
- 『天津の近代：清末都市における政治文化と社会統合』名古屋大学出版会 2002
- 『愛国主義の創成：ナショナリズムから近代中国をみる』岩波書店 2003
- 『清朝と近代世界：19世紀』(シリーズ中国現代史 1) 岩波新書 2010

動画
- 「硝煙のなかの中国史」(公開講座「爆発」2017, 東大TV)Youtube